# Lobogeniates perezalcalai
Lobogeniates perezalcalai är en skalbaggsart som beskrevs av Martinez 1962. Lobogeniates perezalcalai ingår i släktet Lobogeniates och familjen Rutelidae. Inga underarter finns listade i Catalogue of Life.